# Langoorbuideldassen
Langoorbuideldassen (Macrotis) zijn een geslacht van Australische buideldassen, het enige geslacht in de familie Thylacomyidae. De wetenschappelijke naam van het geslacht werd in 1837 gepubliceerd door James Reid.

## Kenmerken
Langoorbuideldassen hebben de kenmerkende lange snuit die andere buideldassen ook hebben, maar hebben daarnaast ook zeer grote oren, die helpen met het verliezen van warmte. Ook hebben ze door de grootte van de oren excellent gehoor. Ze worden ongeveer 29-55 centimeter lang. In vergelijking met andere buideldassen hebben ze een langere staart, grotere oren en een zachtere zijdeachtige vacht.

## Leefwijze
Het zijn nachtactieve alleseters die geen water hoeven te drinken, omdat ze hun vocht halen uit hun voedsel. Hun voedsel bestaat onder andere uit insecten, larven, zaden, spinnen, fruit, schimmels en kleine dieren. Het meeste voedsel wordt gevonden door te graven in de grond of door het gebruik van hun lange tong.
In tegenstelling tot andere buideldassen, kunnen langoorbuideldassen uitstekend graven en bouwen ze uitgebreide tunnelsystemen met hun sterke voorpoten en goed ontwikkelde klauwen. Een langoorbuideldas maakt typisch een aantal holen binnen zijn leefgebied, waartussen hij beweegt. De holen worden gebruikt als beschutting tegen de hitte en roofdieren. De buidel van vrouwelijke langoorbuideldassen is naar achteren gericht, om te voorkomen dat deze gevuld wordt met grond tijdens het graven.
Langoorbuideldassen hebben een draagtijd van 12 tot 14 dagen, een van de kortste draagtijden van alle zoogdieren.

## Voorkomen
De langoorbuideldassen komen voor in de droge binnenlanden van Australië. Ooit waren ze hier wijdverspreid en bewoonden ze verschillende habitats, zoals bossen, savannes en woestijnen. Tegenwoordig zijn ze verdreven naar de drogere gebieden en leven ze alleen in geïsoleerde gebieden in West-Australië, het Noordelijk Territorium en Queensland.

## Soorten
De langoorbuideldassen zijn eerder ook wel tot de familie Peramelidae gerekend, de echte buideldassen. Het Pliocene fossiel Ischnodon is mogelijk verwant aan de langoorbuideldassen. Er bestaan twee soorten, waarvan één recentelijk is uitgestorven:
- Macrotis lagotis (Reid, 1837) – Grote langoorbuideldas
- †Macrotis leucura (Thomas, 1887) – Kleine langoorbuideldas

Echte buideldassen · Langoorbuideldassen · Varkenspootbuideldassen (uitgestorven) · Yaralidae (fossiel)